# NGC 536
NGC 536 (również PGC 5344, UGC 1013 lub HCG 10A) – galaktyka spiralna z poprzeczką (SBb), znajdująca się w gwiazdozbiorze Andromedy. Odkrył ją William Herschel 13 września 1784 roku.

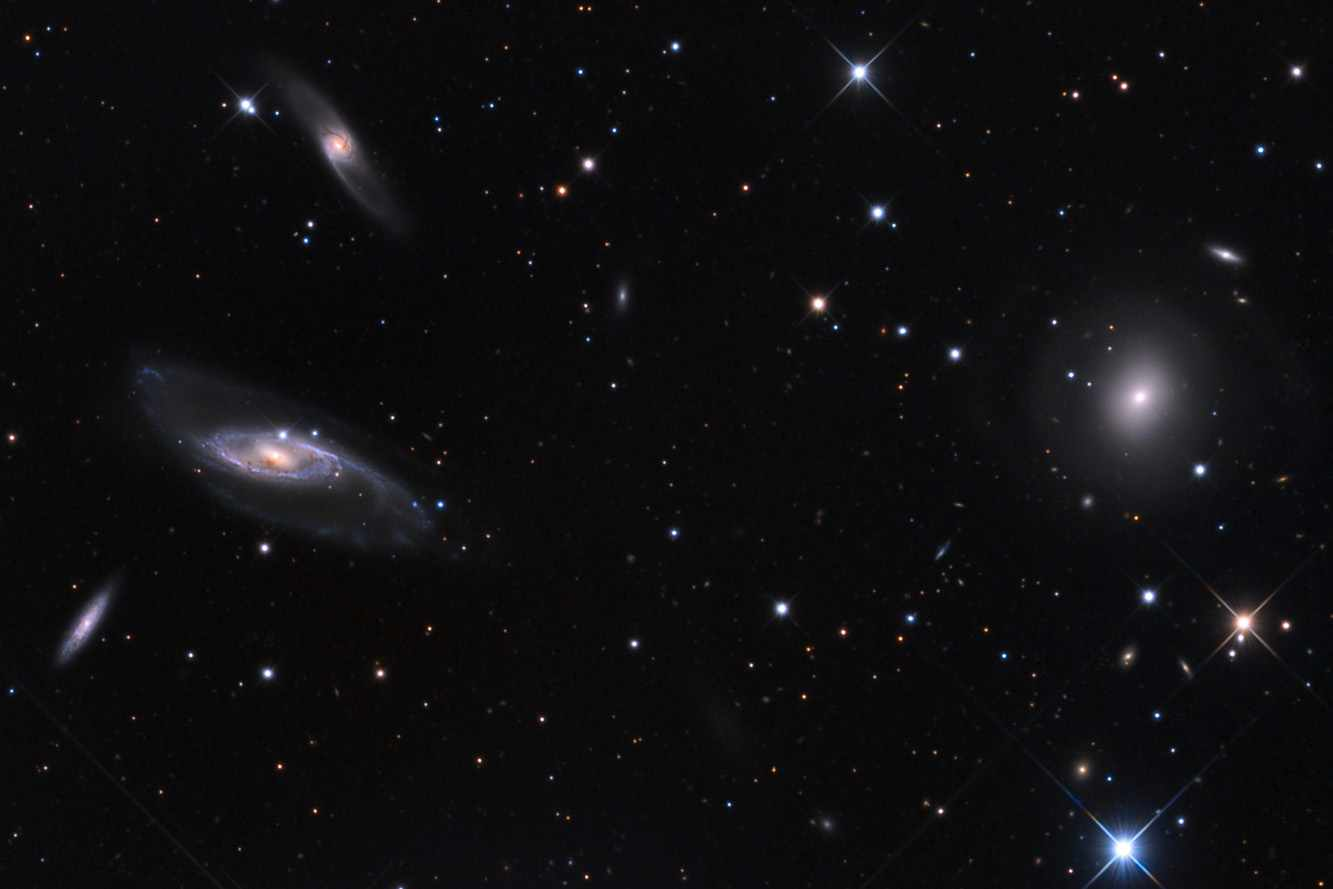
Hickson 10. NGC 536 – duża galaktyka z lewej strony, pozostałe to NGC 529, NGC 531 i NGC 542 (Mount Lemmon SkyCenter)

Jest to galaktyka z aktywnym jądrem. Należy do zwartej grupy galaktyk Hickson 10 (HCG 10).
W galaktyce tej zaobserwowano do tej pory jedną supernową – SN 1963N.